# Phaeophyscia insignis
Phaeophyscia insignis är en lavart som först beskrevs av Konstantin Sergejevitj Merezjkovskij, och fick sitt nu gällande namn av Moberg. Phaeophyscia insignis ingår i släktet Phaeophyscia och familjen Physciaceae.   Inga underarter finns listade i Catalogue of Life.